# استیون آیرلند
استیون جیمز آیرلند (انگلیسی: Stephen James Ireland؛ زادهٔ ۲۲ اوت ۱۹۸۶) بازیکن فوتبال پیشین اهل ایرلند است.
از باشگاه‌هایی که در آن بازی کرده‌است می‌توان به منچستر سیتی، استون ویلا، نیوکاسل یونایتد، استوک سیتی، و بولتون واندررز اشاره کرد.
وی همچنین در تیم ملی فوتبال جمهوری ایرلند بازی کرده‌است.

## زندگی حرفه‌ای
آیرلند در کورک، شهرستان کورک ایرلند به دنیا آمد. وی در سن ۱۸ در سال ۲۰۰۵ به باشگاه فوتبال منچستر سیتی پیوست.